# Casa de Lou Kau
A Casa de Lou Kau (chinês: 盧家大屋) é um monumento histórico situado na Sé, na Região Administrativa Especial de Macau da República Popular da China.

## História
O edifício foi construído por volta de 1889 e era propriedade de Lou Kau, um importante comerciante chinês, que havia batizado-a como Salão do Ouro e dos Jades (Kam Yuk Tong). A Casa de Lou Kau foi classificada como Edifício de Interesse Arquitetónico em 1992. Em 2002, o Instituto Cultural restaurou o edifício e inaugurou ao público em 2005. A Casa de Lou Kau está incluída no Centro Histórico de Macau, que foi aprovado como Património Mundial da Humanidade da Organização das Nações Unidas para a Educação, a Ciência e a Cultura a 15 de julho de 2005.

## Arquitetura
O edifício foi construído com decoração portuguesa e com o estilo arquitetónico chinês. No edifício com os tijolos azuis há dois andares e três pátios.